# 秋茂園
秋茂園，為台灣的旅遊景點暨休閒公園，全區供旅人自由參觀，園區內設有各式泥塑塑像，包括人物、動物、建物等主題並附設有涼亭、座椅等休憩設施，後因維修不易而漸趨沒落。

## 概要
秋茂園由旅日僑胞黃秋茂（1921年9月3日－2002年5月24日）博士獨資興建，先後曾有園區三處：

### 使用中
- 苗栗縣通霄鎮的通灣里濱海旁，鄰近通霄海水浴場與明德水庫景區。[1]1970年代，黃秋茂決定於臺灣中部地區尋找一處適當地點開闢第二座秋茂園時被通霄鎮新埔裏海邊的海岸線與沙灘、海水吸引，在獲悉當時通霄鎮未有特殊產業且土壤貧瘠、田地無治水設施後，乃拍板於該地建設秋茂園以促進地方繁榮，其構想獲得地方士紳巫永青、張德森等人鼎力支持，並協助購得約一萬五千坪土地，於1971年動工興建。[2]1975年開園，全區不收門票，是目前僅存的秋茂園。1979年10月31日捐贈予中國青年救國團作為青少年育樂活動中心。[3]1991年7月21日，黃秋茂申請成立「財團法人秋茂園社會福利慈善事業基金會」管理園區，由其本人擔任董事長、鎮籍國大代表巫永青為副董事長，所有經費由黃秋茂家族負擔，使秋茂園的管理和員工工作獲得保障。[2]近年通霄鎮公所曾對園區進行整修，於2014年完工開放。

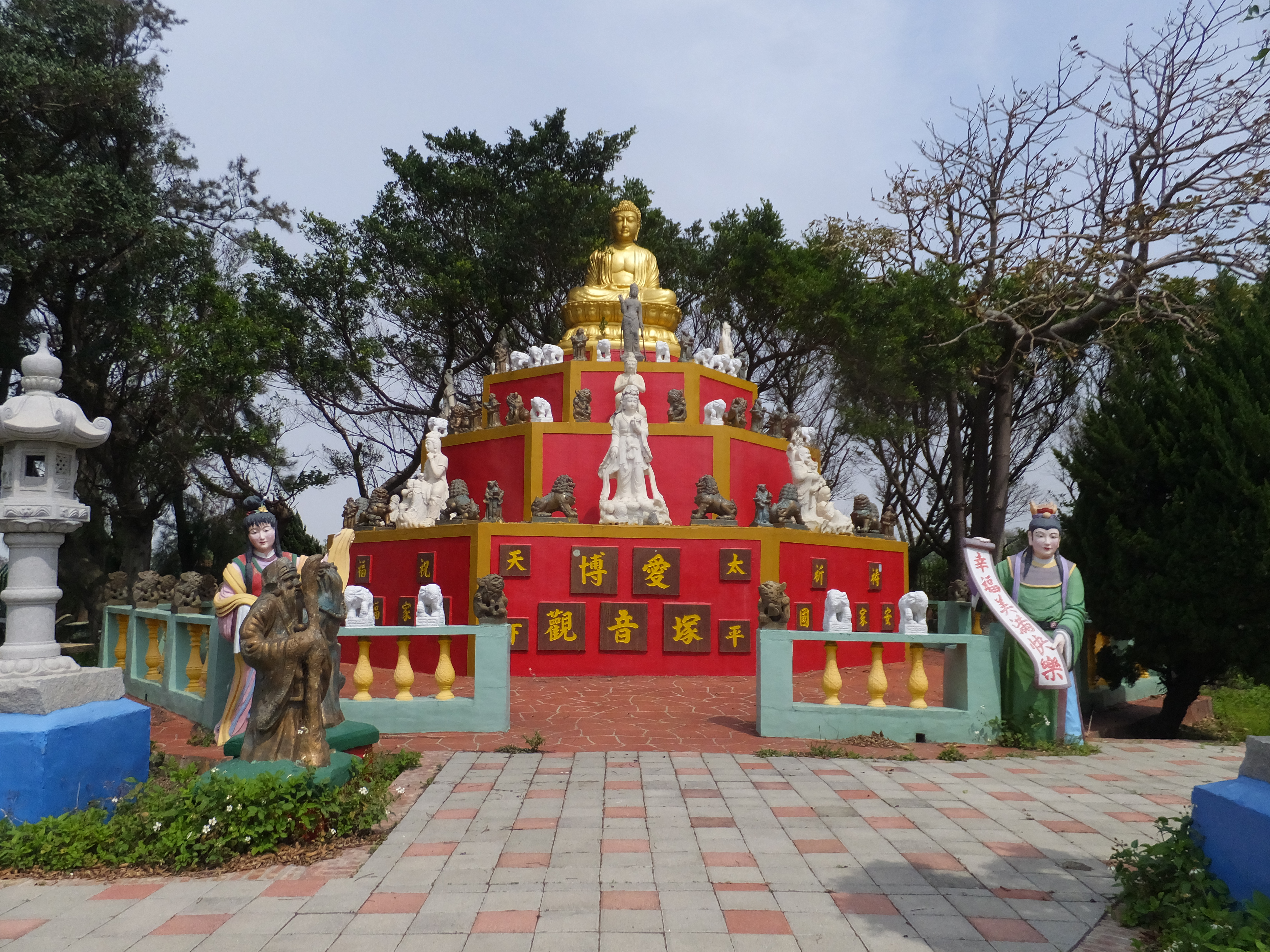
博愛觀音塚
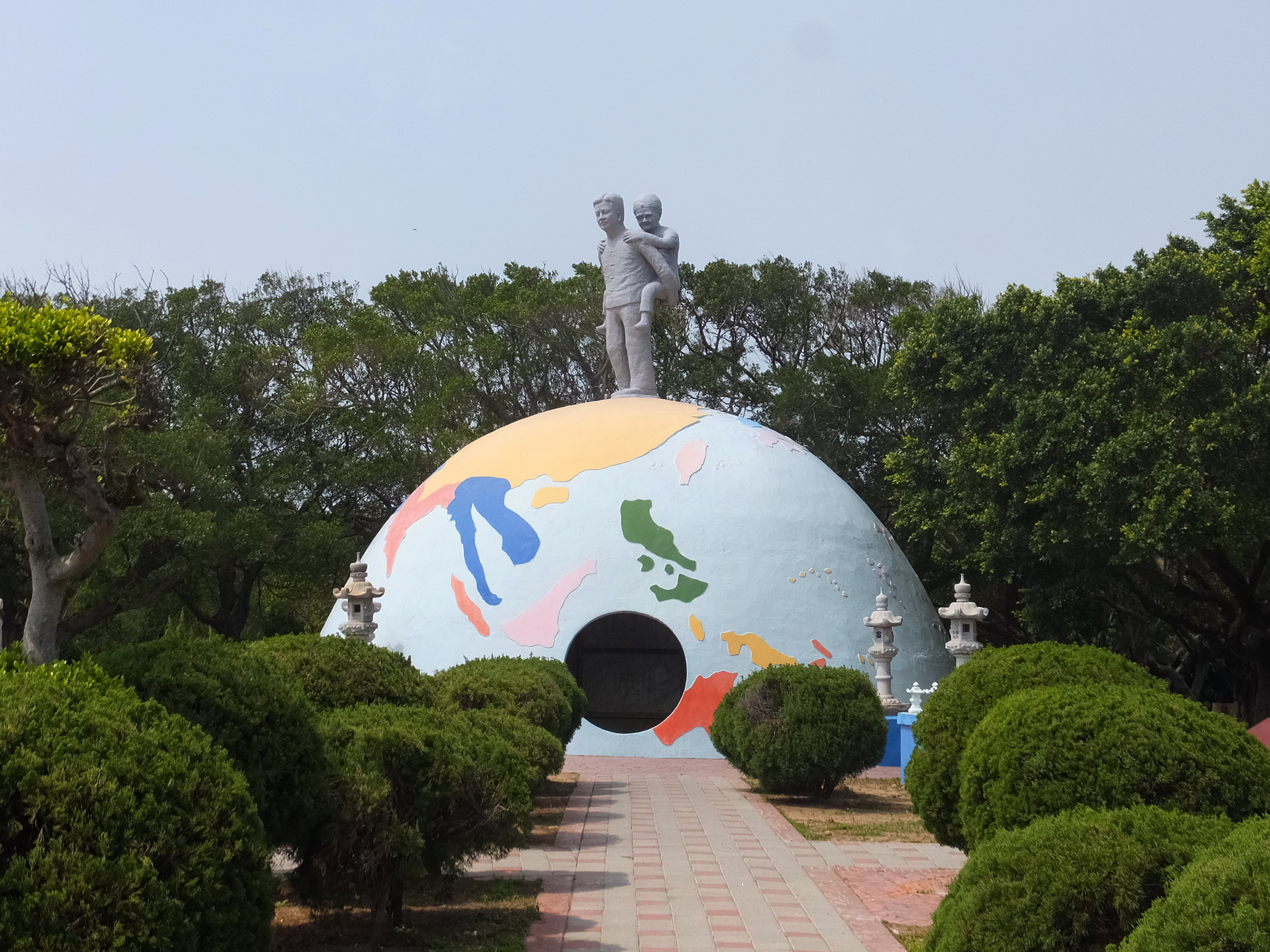
黃秋茂背母像

### 已拆除
- 臺南市東門路尾，東區、仁德區交界處，即今惠光休閒俱樂部附近，由黃秋茂耗資新臺幣五千萬元於1958年建成、1965年元旦對外開放，全域佔地約3公頃，內有一座巨型「牧童騎牛」塑像用以表徵黃氏自己的童年故事，以及象、牛、馬、龍等動物塑像與「西遊記」人物塑像。園區不收門票，且所植之龍眼、芒果、荔枝、椰子等200餘株果樹除了椰子以外皆任由遊客免費採食，被譽為「黃秋茂精神」。[4]1976年政府收回。
- 臺南市安平區三鯤鯓（現名漁光島）海濱木麻黃防風林區，故稱海濱秋茂園，1978年5月遷建。後由於國人生活水準逐漸提高，遷址初期尚有人採食果園水果，但因新址臨海位處鹽地使果樹生長條件差、水果不好吃，最終已無人願意採食海濱秋茂園的水果。[4]園內設有鄭成功、孔子等銅像及神話故事如十二生肖、「西遊記」、「八仙」等塑像，早期還蓄養有猴子，1984年5月，黃秋茂將園區移交給臺南市政府，時任市長蘇南成特別致贈「造福桑梓」銀盤予黃氏以表示感謝，承諾將保持原有風格並充實內部設施、維持免費開放的經營方式。[5]1987年租約到期後由市府輾轉改由海旺角育樂公司取得經營權，之後因過度開發於1996年市府以「嚴重違反合約內容」終止與該公司的合約，如今僅存一座秋茂園鐘塔。[6][7]

## 外部連結
- 秋茂園甩鬼影 月底見客 砸2千萬整修 將辦藝展聚人氣 （页面存档备份，存于）